# Trophée des champions 2005
Trophée des champions 2005 byl zápas Trophée des champions, tedy francouzského fotbalového Superpoháru. Střetly se v něm týmy Olympique Lyonnais jakožto vítěz Ligue 1 ze sezóny 2004/05, a celek AJ Auxerre, který vyhrál ve stejné sezóně francouzský fotbalový pohár (Coupe de France).
Utkání se odehrálo 27. července 2005 na Stade de l'Abbé-Deschamps v Auxerre. O poločase byl stav 2:1 pro tým Olympique Lyonnais, který nakonec soupeře porazil poměrem 4:1 a radoval se z triumfu. Pro Lyon to bylo páté prvenství v soutěži (a čtvrté v řadě), v minulosti trofej získal ještě v letech 1973 a 2002–2004. Tým AJ Auxerre naopak přišel o možnost získat vůbec první trofej ve francouzském Superpoháru.

## Detaily zápasu
| 27. července 2005 20:00 SELČ |        |                                      |                                                                          |
| AJ Auxerre                   | 1 : 4  | Olympique Lyon                       | Stade de l'Abbé-Deschamps, Auxerre diváci: 10 967 rozhodčí: Pascal Vileo |
| Mathis 8'                    | Report | Ben Arfa 1' (pen.) Carew 33' 67' 72' | Stade de l'Abbé-Deschamps, Auxerre diváci: 10 967 rozhodčí: Pascal Vileo |

| AJ Auxerre | Olympique Lyon |

| GK              | 1  | Fabien Cool           |  |     |
| DF              | 2  | Johan Radet           |  | 62' |
| DF              | 34 | Baptiste Martin       |  | 74' |
| DF              | 12 | Jean-Pascal Mignot    |  |     |
| DF              | 3  | Jean-Sébastien Jaurès |  |     |
| MF              | 18 | Lionel Mathis         |  | 62' |
| MF              | 10 | Thomas Kahlenberg     |  |     |
| MF              | 6  | Philippe Violeau      |  |     |
| MF              | 7  | Benoît Cheyrou        |  |     |
| FW              | 28 | Romain Poyet          |  |     |
| FW              | 9  | Luigi Pieroni         |  |     |
| Náhradníci:     |    |                       |  |     |
| GK              | 30 | Baptiste Chabert      |  |     |
| DF              | 5  | René Bolf             |  | 74' |
| DF              | 29 | Bacary Sagna          |  | 62' |
| MF              | 11 | Kanga Akalé           |  | 62' |
| FW              | 31 | Kevin Lejeune         |  |     |
| Trenér:         |    |                       |  |     |
| Jacques Santini |    |                       |  |     |

| GK              | 1  | Grégory Coupet    |  |     |
| DF              | 5  | Caçapa            |  |     |
| DF              | 15 | Lamine Diatta     |  |     |
| DF              | 24 | Sylvain Monsoreau |  |     |
| DF              | 23 | Jérémy Berthod    |  |     |
| MF              | 6  | Jérémy Clément    |  |     |
| MF              | 26 | Benoît Pedretti   |  | 60' |
| MF              | 18 | Hatem Ben Arfa    |  |     |
| FW              | 13 | Pierre-Alain Frau |  |     |
| FW              | 14 | Sidney Govou      |  | 52' |
| FW              | 9  | John Carew        |  | 72' |
| Náhradníci:     |    |                   |  |     |
| GK              | 30 | Rémy Vercoutre    |  |     |
| DF              | 3  | Cris              |  |     |
| MF              | 7  | Mahamadou Diarra  |  | 60' |
| MF              | 10 | Florent Malouda   |  | 52' |
| FW              | 11 | Nilmar            |  | 72' |
| Trenér:         |    |                   |  |     |
| Gérard Houllier |    |                   |  |     |

| Asistenti rozhodčího: Bruno Faye Jean-Paul Harribey Čtvrtý rozhodčí: ? Delegát zápasu: René Brugger Asistenti delegáta: Daniel Cauchie Michel Martin Muž zápasu ? |